# Municipio de Bancroft (Minnesota)
El municipio de Bancroft (en inglés: Bancroft Township) es un municipio ubicado en el condado de Freeborn en el estado estadounidense de Minnesota. En el año 2010 tenía una población de 976 habitantes y una densidad poblacional de 11,24 personas por km².

## Geografía
El municipio de Bancroft se encuentra ubicado en las coordenadas 43°43′12″N 93°20′47″O / 43.72000, -93.34639. Según la Oficina del Censo de los Estados Unidos, el municipio tiene una superficie total de 86.8 km², de la cual 86,74 km² corresponden a tierra firme y (0,07 %) 0,06 km² es agua.

## Demografía
Según el censo de 2010, había 976 personas residiendo en el municipio de Bancroft. La densidad de población era de 11,24 hab./km². De los 976 habitantes, el municipio de Bancroft estaba compuesto por el 98,67 % blancos, el 0,1 % eran amerindios, el 0,31 % eran asiáticos, el 0,31 % eran de otras razas y el 0,61 % eran de una mezcla de razas. Del total de la población el 1,64 % eran hispanos o latinos de cualquier raza.